# Nyosmeer

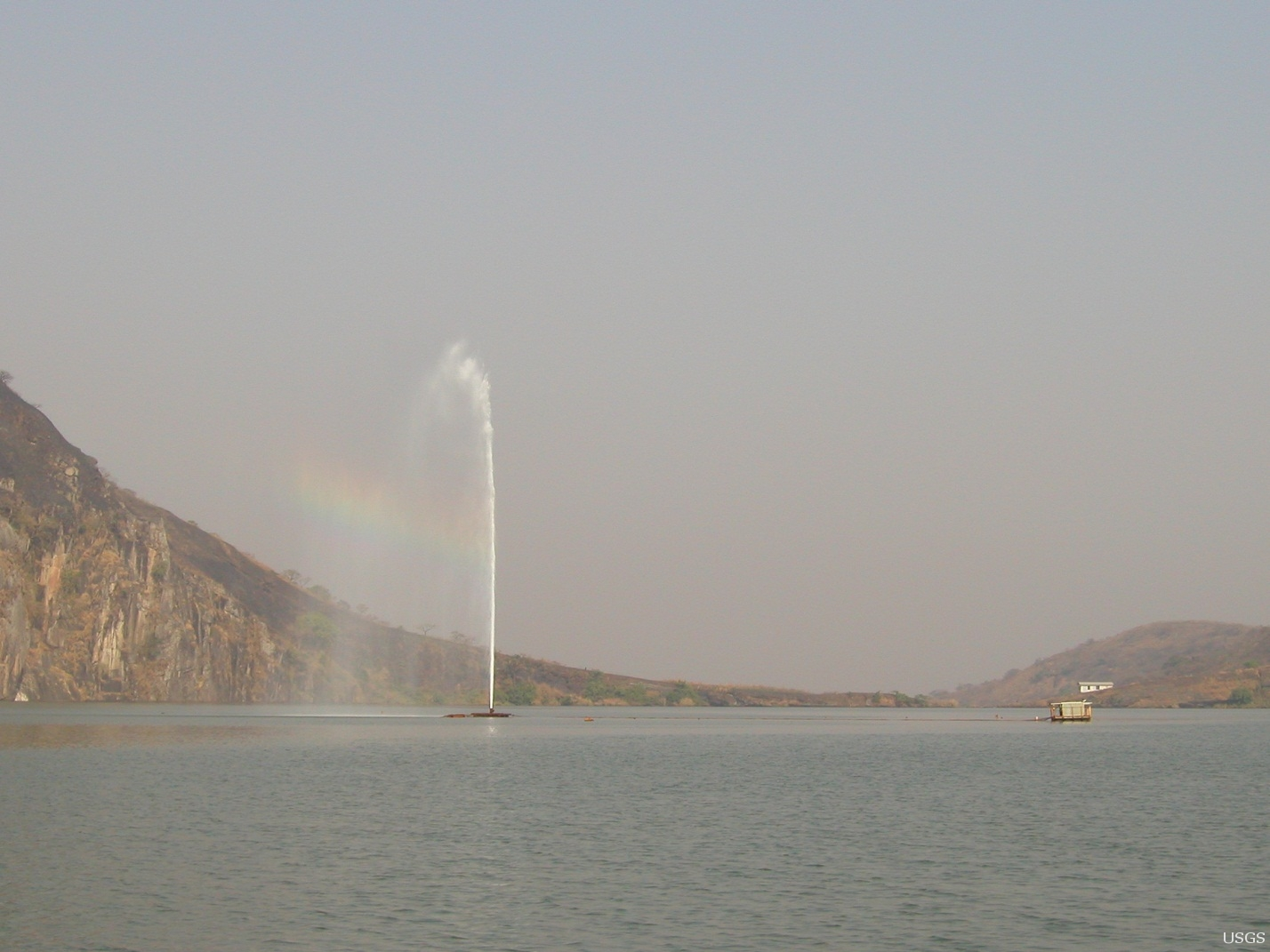
Waterfontein waardoor koolstofdioxide uit diepe waterlagen ontsnapt

Het Nyosmeer is een kratermeer in Kameroen, ruim 300 km ten noordwesten van Yaoundé. Het is een ongeveer 200 m diep meer in een inactieve vulkaan en recht boven een diatreem. Een natuurlijk gevormde dam van vulkanische rotsen zorgt ervoor dat het water het meer niet uitstroomt.

## Ramp
Op 21 augustus 1986 kwamen in het dunbevolkte gebied nabij het Nyosmeer 1.724 mensen en 3000 stuks vee om het leven, evenals alle andere dieren. Het was aanvankelijk een geheimzinnige ramp, omdat niet onmiddellijk duidelijk was wat de oorzaak was; er waren geen gewonden of getuigen. Pas na een maand werd door geologen vastgesteld dat het hier ging om een limnische uitbarsting: uit het Nyosmeer moest in één keer een immense hoeveelheid koolstofdioxide (CO2) zijn vrijgekomen.
Hoewel dit gas van nature in de atmosfeer voorkomt, is het in hogere concentraties giftig en bij zeer hoge concentraties zelfs dodelijk. Het kooldioxide, anderhalf keer zo zwaar als lucht, verspreidde zich over een oppervlakte van 29 km2. Het gas bleef laag bij de grond en door de giftigheid van het gas CO2 bij hogere concentraties vielen er slachtoffers tot op 10 km afstand.

## Achtergrond
Onderzoek wees uit dat het water in het meer door warmteverschillen gelaagd is en de lagen zich niet vermengen. In de diepe lagen heerst een hogere druk, waardoor meer kooldioxide dat uit de diepe magma uittreedt, kan oplossen. Bij een verstoring van de waterlagen, zoals bij een kleine aardverschuiving, kunnen de onderste lagen naar boven komen en door de lagere druk vormen zich dan koolstofdioxide-belletjes. Daardoor ontstaat dan een opwaartse stroming en komt er in korte tijd steeds meer gas vrij. In het geval van het Nyosmeer kwam er ongeveer 1,9 km3 aan koolstofdioxide vrij, waardoor het waterpeil in het meer 0,9 meter lager kwam te liggen na de gaseruptie. Naar schatting kan dit elke 10 tot 30 jaar voorkomen.

## Preventie
Sinds 2001 is een oplossing in bedrijf. Een 14 cm dikke buis loopt van de oppervlakte in de diepte. Nadat water uit de diepte omhooggepompt werd, begon het hierboven beschreven proces in gecontroleerde vorm: de gasbellen drukken het water boven uit de buis en zuigen daardoor meer water van beneden aan. Sinds de start ontspruit uit de buis een veertig meter hoge fontein en ontsnapt er drie- tot viermaal zo veel kooldioxide uit het water als er langs natuurlijke weg in komt.

## Algemener probleem
Ook het Kivumeer tussen Rwanda en Congo en het Manounmeer in Kameroen hebben problemen met gevaarlijke koolzuurconcentraties in de diepere waterlagen.
Een vergelijkbaar incident vond al plaats bij het Monounmeer, ongeveer 95 kilometer ten zuidwesten van het Nyosmeer, waar 37 mensen om het leven kwamen in augustus 1984.